# 國立國父紀念館
國立國父紀念館，通稱國父紀念館，簡稱國館，是位於臺灣臺北市信義區的國家紀念建築，係紀念中華民國國父孫中山百年誕辰而興建的綜合性文化紀念設施，於1972年5月16日落成啟用，館區總面積達三萬五千坪（約11萬5702.48平方公尺）。除了具紀念功能外，建築本體周圍是戶外運動、休閒、藝文與知性活動的綜合性休憩公園。台北市文資審議委員會2018年12月28日審議國父紀念館文資價值，通過指定為古蹟。
2024年2月26日閉館維修，預計至2026年重新對外開放。

## 歷史

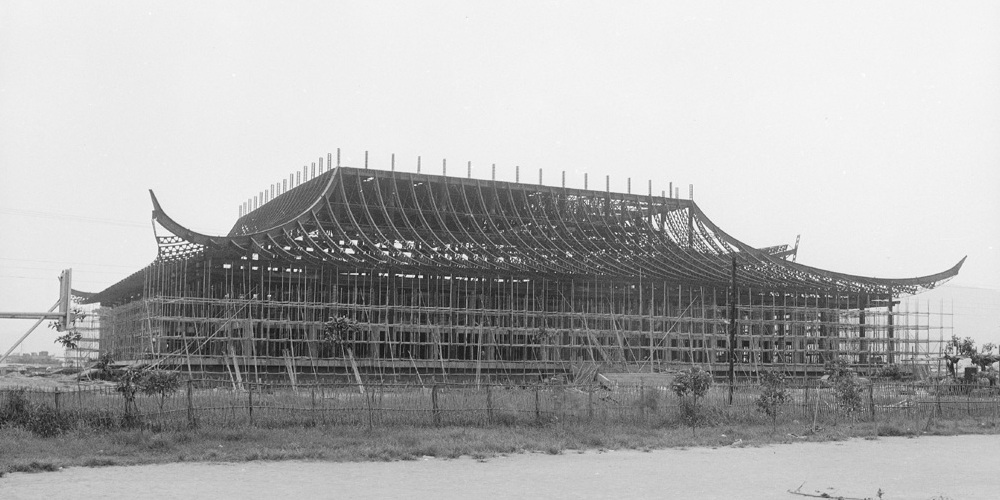
興建中的國父紀念館，攝於1971年

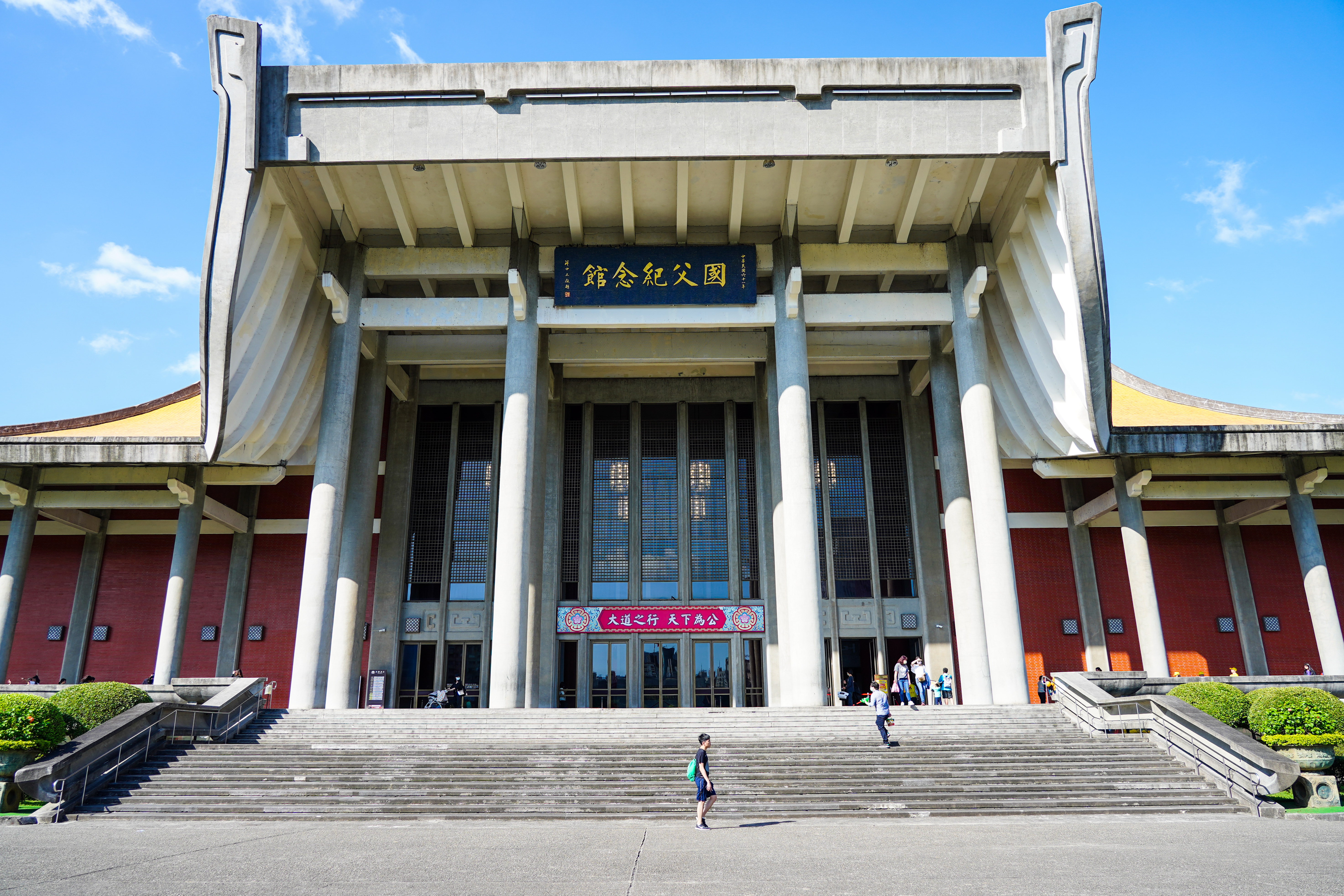
國父紀念館正門，門上匾額由蔣中正題字。

### 緣起
1963年8月，總統蔣中正主持第8屆中國國民黨中央委員會第463次會議上，因應「為紀念國父孫中山先生之偉大人格及革命行誼，並發揚其思想學說」，開始籌建國父紀念館，並於1964年9月成立「中華民國各界紀念國父百年誕辰籌委會」，決定興建大型紀念館。在1965年11月12日蔣中正主持奠基典禮，1966年由國父紀念館興建委員會接辦興建工作。後在經過對外徵圖，共有張振中、張崇生、楊元麟、陳濯、王大閎、楊卓成、黃寶瑜、鄭定邦、余振中、虞日鎮、林澍民等11位建築師遞交設計圖，經過競圖評選由王大閎建築師獲選。
王大閎1961年曾參加故宮博物院競圖獲得第一名，在王大閎的設計中，國父紀念館共有包括屋頂、屋身與臺基三個部分。原設計方案屋頂正面採「八」字形，中央較高，兩面落水斜屋頂，造型類似中國唐宋時期的官式烏紗帽。然而，1966年8月3日，時任總統蔣中正檢閱設計圖樣與模型後認為紀念館外型太過西洋式、過於現代化，缺乏中國建築風味，應中華文化復興運動的政策，加強中國建築特色。後經過多次修正，其中，修正後的屋頂由中央平屋頂與周圍四坡洩水的斜面組成。正面屋面抬高向上掀起正面掀起，隱喻孫中山所領導的辛亥革命「掀起革命的一角」，四個角落的飛簷向上翹起，接近所謂的「人」字形。於整體建築的設計才於1967年8月10日定案。
1968年，國父紀念館舉行開工典禮後，其中建築物的工程主要分四期進行。第一期的基樁工程由新台灣基礎工程股份有限公司於1968年3月11日簽約，同年5月3日開始施作，至年底11月29日完成。。但因部分施工問題至6月5日驗收完竣。
第二期結構及建築主體工程於1969年10月11日開標，由毅成建設有限公司承造。建築材料由興建委員會供應。第三期則為室內裝修工程，同由毅成建設承包。四期則為為室內傢俱設備，包含電梯、廚房設備、傢俱、窗簾等工程的加裝。

### 完工
1972年5月16日，國父紀念館舉行落成及國父銅像揭幕典禮，並由蔣中正親書「國父紀念館」五個大字做成黑底金字的橫匾懸掛於館之正門上方，橫匾右側抬頭為「中華民國六十一年」，橫匾左側落款為「蔣中正敬題」與凹刻印鑑。其開幕典禮由興建委員會主任委員王雲五主持剪綵，國父長子孫科主持銅像揭幕。王雲五在落成典禮後，將建築及內部設備呈獻給政府，由副總統兼行政院長嚴家淦代表接受。隨後，國父紀念館於5月20日舉行第五任中華民國正副總統就職典禮後正式對外開放，由台北市政府教育局所屬「國父紀念館管理處」管理。
在完工後，國父紀念館曾作為中華民國各大重要事件、展覽的舉行地點，包括金鐘獎頒獎典禮、1975年總統蔣中正病逝喪禮、1978年5月20日，蔣經國在此宣誓就任中華民國總統等儀式，以及1987年5月19日519綠色行動一週年期間、館區湧入約三萬名民眾，準備遊行至總統府抗議，但遭中華民國警察封鎖於館區四周，部分突破封鎖民眾至仁愛路遊行。
自1986年7月起，國父紀念館管理處上級機關從臺北市政府教育局改隸教育部，並將陽明山中山樓納入管轄；1987年1月管理機構名稱則從「國父紀念館管理處」易名為「國立國父紀念館」。
2012年5月20日，國父紀念館改隸文化部管理，陽明山中山樓改由教育部所屬的國立臺灣圖書館管理。

### 歷任首長
| 任次     | 姓名   | 任期                               | 職銜                                                                   |
| -------- | ------ | ---------------------------------- | ---------------------------------------------------------------------- |
| 第一任   | 施俊文 | 民國61年9月5日至民國67年10月4日    | 原為國父紀念館管理處「主任」， 民國64年7月改制為「處長」。             |
| 第二任   | 童啟祥 | 民國67年10月5日至民國76年10月31日  | 原為國父紀念館管理處「處長」， 民國76年1月改制為國立國父紀念館「館長」 |
| 第三任   | 王清波 | 民國76年11月1日至民國80年4月2日    | 館長                                                                   |
| 代理     | 鄭吉男 | 民國80年4月3日至民國80年8月17日    | 館長                                                                   |
| 第四任   | 高崇雲 | 民國80年9月12日至民國86年4月30日   | 館長                                                                   |
| 第五任   | 曾江源 | 民國86年5月1日至民國88年7月15日    | 館長                                                                   |
| 第六任   | 張瑞濱 | 民國88年7月16日至民國96年2月28日   | 館長                                                                   |
| 第七任   | 鄭乃文 | 民國96年3月1日至民國100年2月28日   | 館長                                                                   |
| 第八任   | 曾坤地 | 民國100年3月1日至民國101年5月2日   | 館長                                                                   |
| 第九任   | 王福林 | 民國101年5月3日至民國104年7月5日   | 館長                                                                   |
| 第十任   | 林國章 | 民國104年7月6日至民國107年9月24日  | 館長                                                                   |
| 第十一任 | 梁永斐 | 民國107年9月25日至民國109年11月2日 | 館長                                                                   |
| 第十二任 | 王蘭生 | 現任                               | 館長                                                                   |

## 組織
- 行政院
  - 文化部部長
    - 國立國父紀念館館長
      - 副館長
        - 研究員

### 內部單位
- 綜合發展組
  - 館務創新發展計畫之研訂。
  - 中長程計畫、先期作業與重要會議決議事項之追蹤、管制、考核及評估。
  - 綜合性法規之研擬、訂修與資料之蒐集、彙整、建置、出版及推動。
  - 安全維護、工友（含技工、駕駛）及駐警隊之管理。
  - 文書、檔案、印信、出納、庶務、採購、財產管理。
  - 不屬其他各組、室事項。
- 研究典藏組
  - 國父紀念文物史料之蒐集、研究、典藏、維護、管理。
  - 國父事蹟、思想之推廣。
  - 館藏文物與藝文作品之典藏、維護及管理。
  - 孫逸仙博士圖書館之管理、閱覽服務。
  - 學術合作及交流。
  - 其他有關研究典藏事項。
- 展覽企劃組
  - 國父紀念文物史料之規劃、展示及執行。
  - 藝文展示業務之規劃及執行。
  - 展覽場地、設施之維護及管理。
  - 服務人員與志工之訓練、調派、管理及考核。
  - 其他有關展覽企劃事項。
- 劇場管理組
  - 年度演出計畫之擬定。
  - 節目演出現場舞台監督及觀眾服務。
  - 節目演出之舞台機械、燈光與音響之維護、管理及操作。
  - 表演活動之規劃製作及演出執行。
  - 其他有關劇場管理事項。
- 推廣服務組
  - 媒體公關及形象整合行銷。
  - 外賓接待及安排導覽服務。
  - 館際聯誼、交流及合作。
  - 終身學習活動之規劃執行及其場地設施之管理。
  - 中山公園場地之使用管理及執行。
  - 中山公園景觀規劃設計、環境綠美化之管理及維護。
  - 其他有關推廣服務事項。
- 工務機電組
  - 營繕工程之規劃、採購、履約管理及績效評估。
  - 大會堂機電、空調設備維護、技術服務及支援。
  - 中山公園機電設備維護及管理。
  - 機電、空調、消防、給水、管路、電信等設備之規劃、維護及管理。
  - 數位服務及維護管理。
  - 節能措施、水電負載之管制、規劃及執行。
  - 其他有關工務機電事項。
- 人事室：掌理本館人事事項。
- 主計室：掌理本館歲計、會計及統計事項。

## 建築

### 本體建築

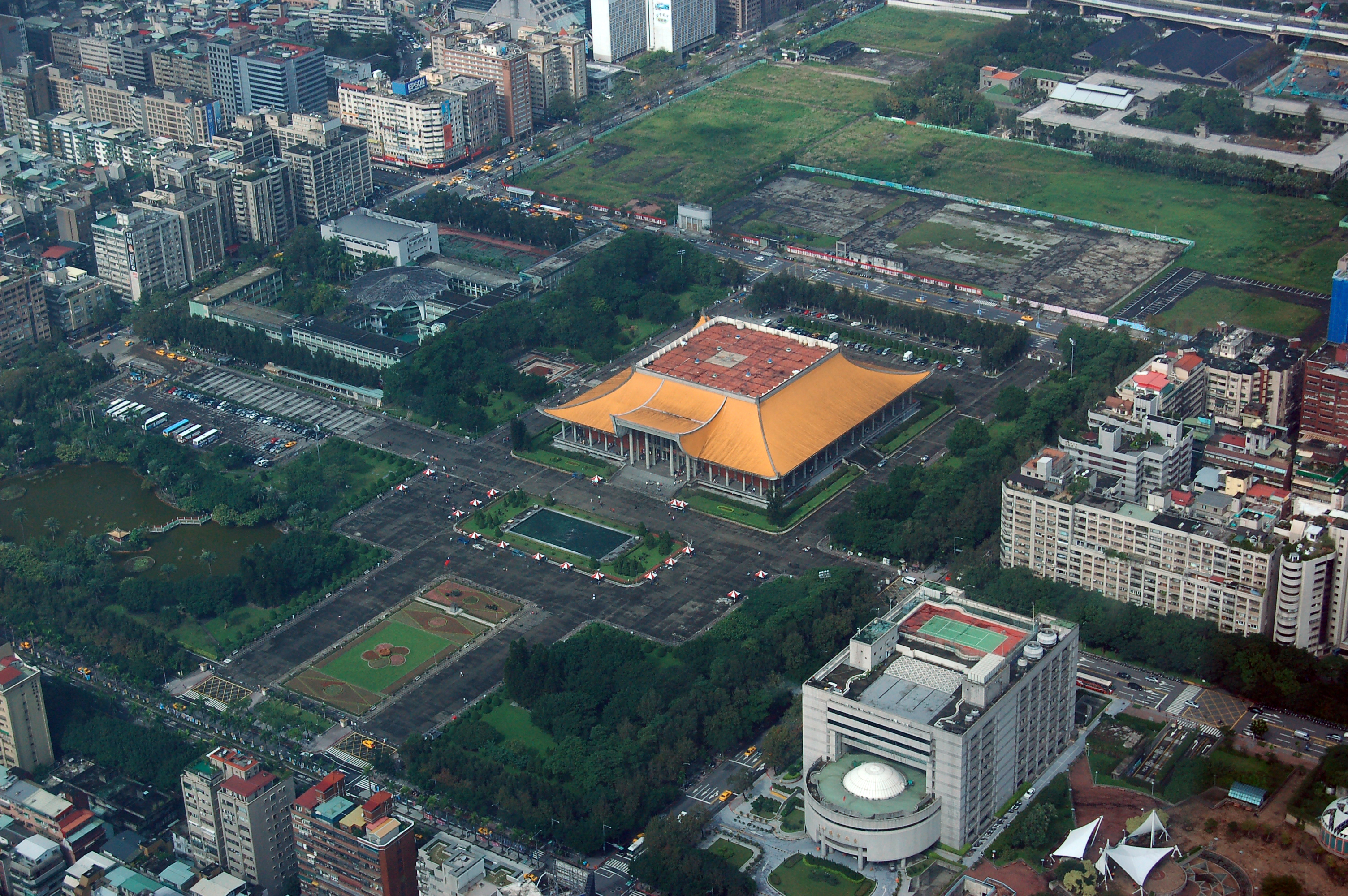
國父紀念館所在的中山公園與周圍街區

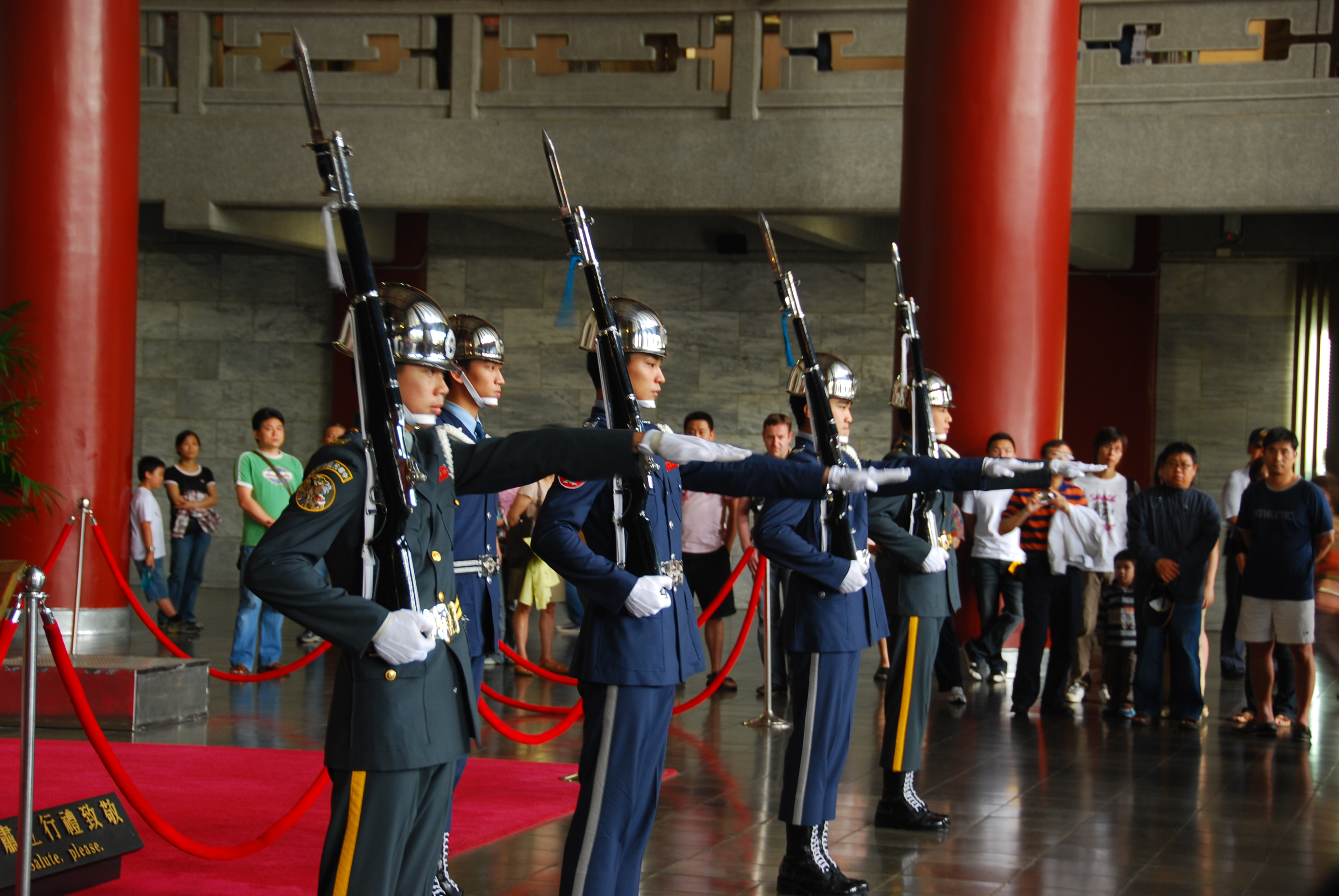
三軍儀隊交接儀式

國父紀念館由著名設計師王大閎設計，為結合傳統的現代主義建築，線條簡鍊。主要特色為其飛簷與正面入口。該本體建築未完全仿古，例如並未採用斗拱，以小樑取代簷椽。屋頂也放棄傳統瓦頂，而使用釉面。該建築曾獲美國教育部「最佳建築獎」獎勵。民國94年（2005年）在台北市政府舉辦之市民票選「北市十大建築」活動中，獲選第六名。前五名是台北101大樓、美麗華摩天輪、中正紀念堂、圓山大飯店、總統府。
國父紀念館高30.4公尺，每邊長100公尺，由每邊14支灰色大柱頂起翹角像大鵬展翼的黃色大屋頂，安靜地座落在十萬公尺見方的平地中央，四周叢林、花草、廣場圍繞：突顯建築物和環境的對比，引人注目；且給人們第一個感覺是宏偉，很有氣勢，且巍峨莊嚴的建築本體，粗獷、剛強，樸素中又不失應有的細緻；所以國父紀念館外觀宏偉、高雄、簡潔、明爽、有力，不但使人產生景仰，也令人感到力與美的結合。
入口大廳中央設置孫文坐姿銅像，本體高5.8公尺，總高8.9公尺，重16.7噸，為美術家陳一帆作品。銅像前方由中華民國國軍三軍儀隊站崗保衛，每小時執行衛兵交接儀式，成為台北觀光的重要景觀，近年來中國大陸人士來台交流、旅遊，多安排國立故宮博物院與此地參觀。銅像基座刻有孫中山先生以毛筆親自書寫的《禮記·禮運·大同》篇內容，第一句為「大道之行也」，最後一句為「是謂大同」。
由於當年設計材料老化等因素，該館本體建築屋頂長年有漏水問題。近年中華民國政府投下鉅資招標，以樹脂塗料改善，漏水問題得以解決，且得以試行「屋頂雨水收集再利用」計畫。
此項工程獲頒獎狀及發行紀念郵票，稍後並在亞洲暨太平洋地區營造業國際聯合會（亞太營聯會）第十二屆大會（民國六十二年）獲得中華民國建築工程之銀牌獎。因本工程工期緊迫施工艱難，承造人由日本引進台灣第一部混凝土幫浦車。
以下是國父紀念館本體建築的資料數據：
- 總樓地板面積：29,464m2
- 層數：地下一層，地上四層
- 高度：30.4公尺
- 結構：鋼骨鋼筋混凝土構造

#### 主要陳展空間

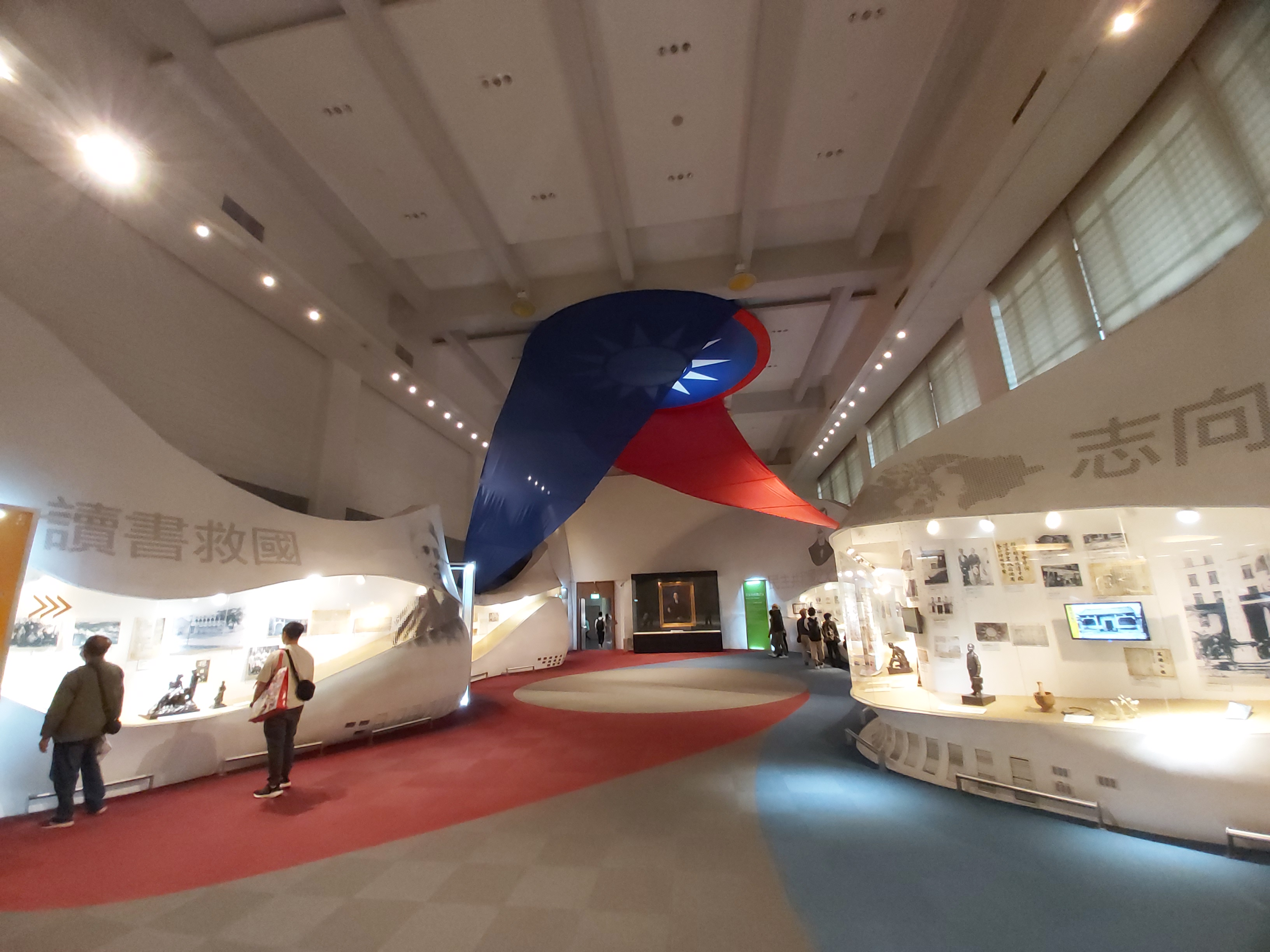
史蹟東室常設展廳
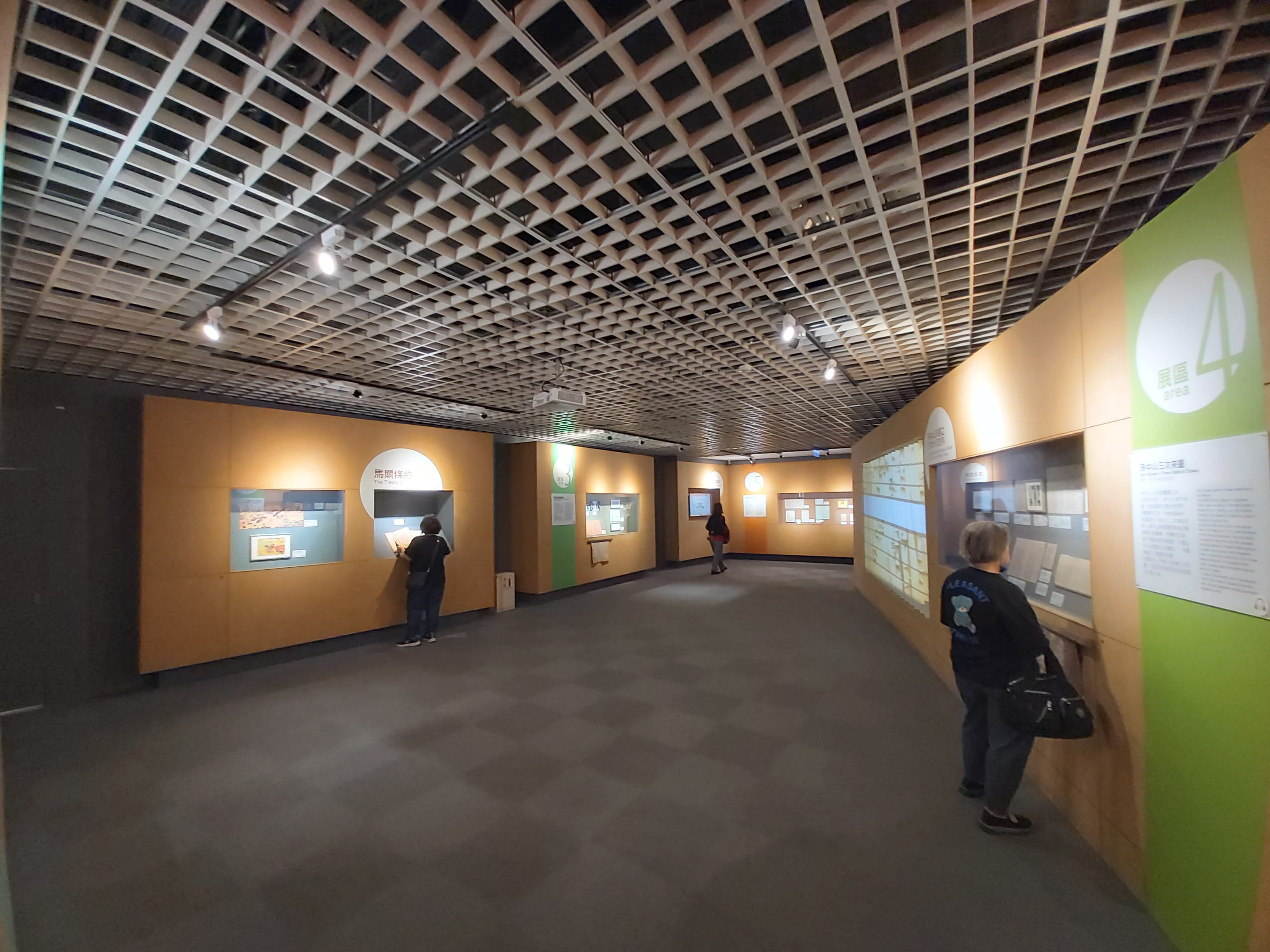
史蹟西室常設展廳
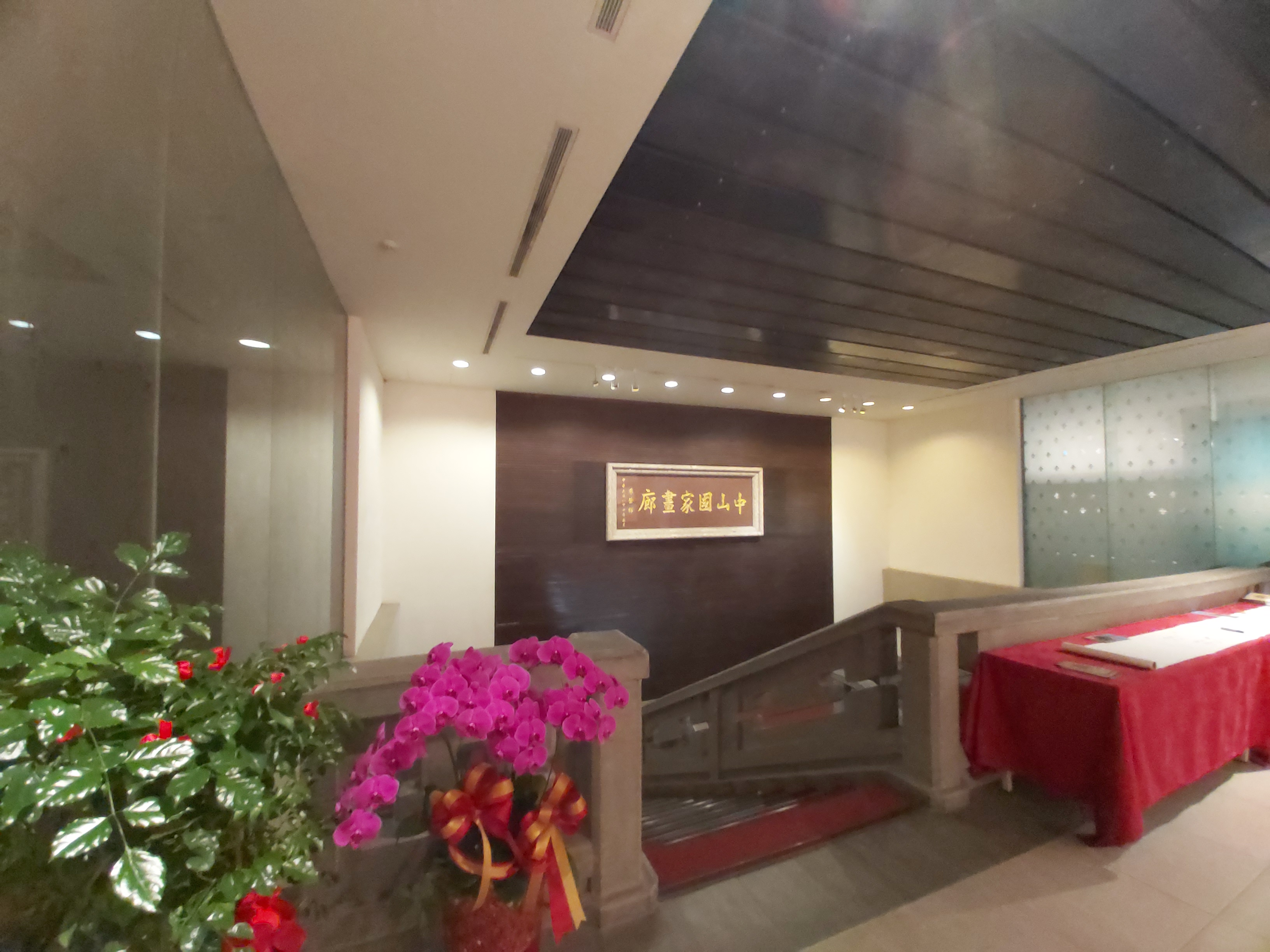
中山國家畫廊
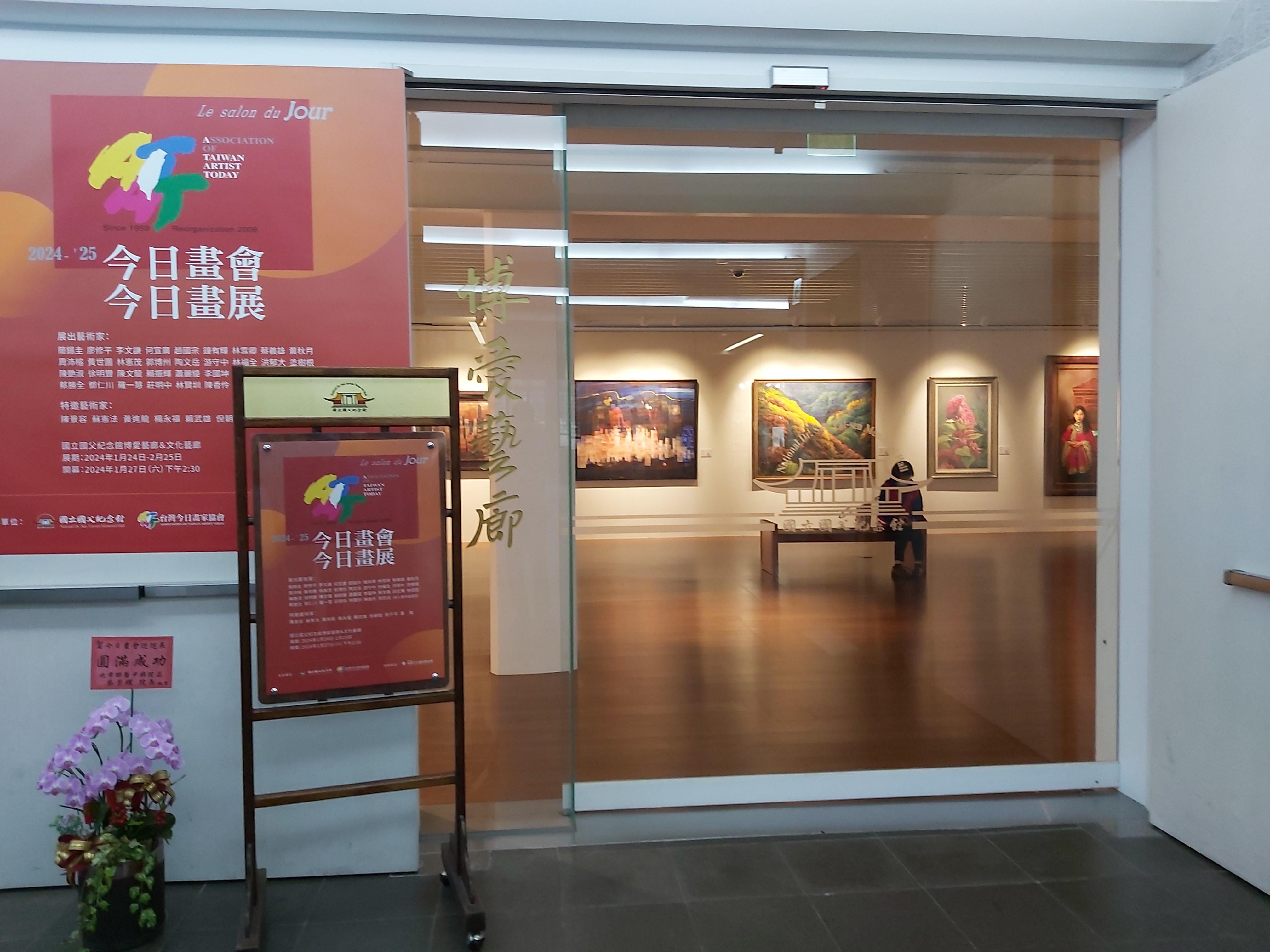
博愛藝廊
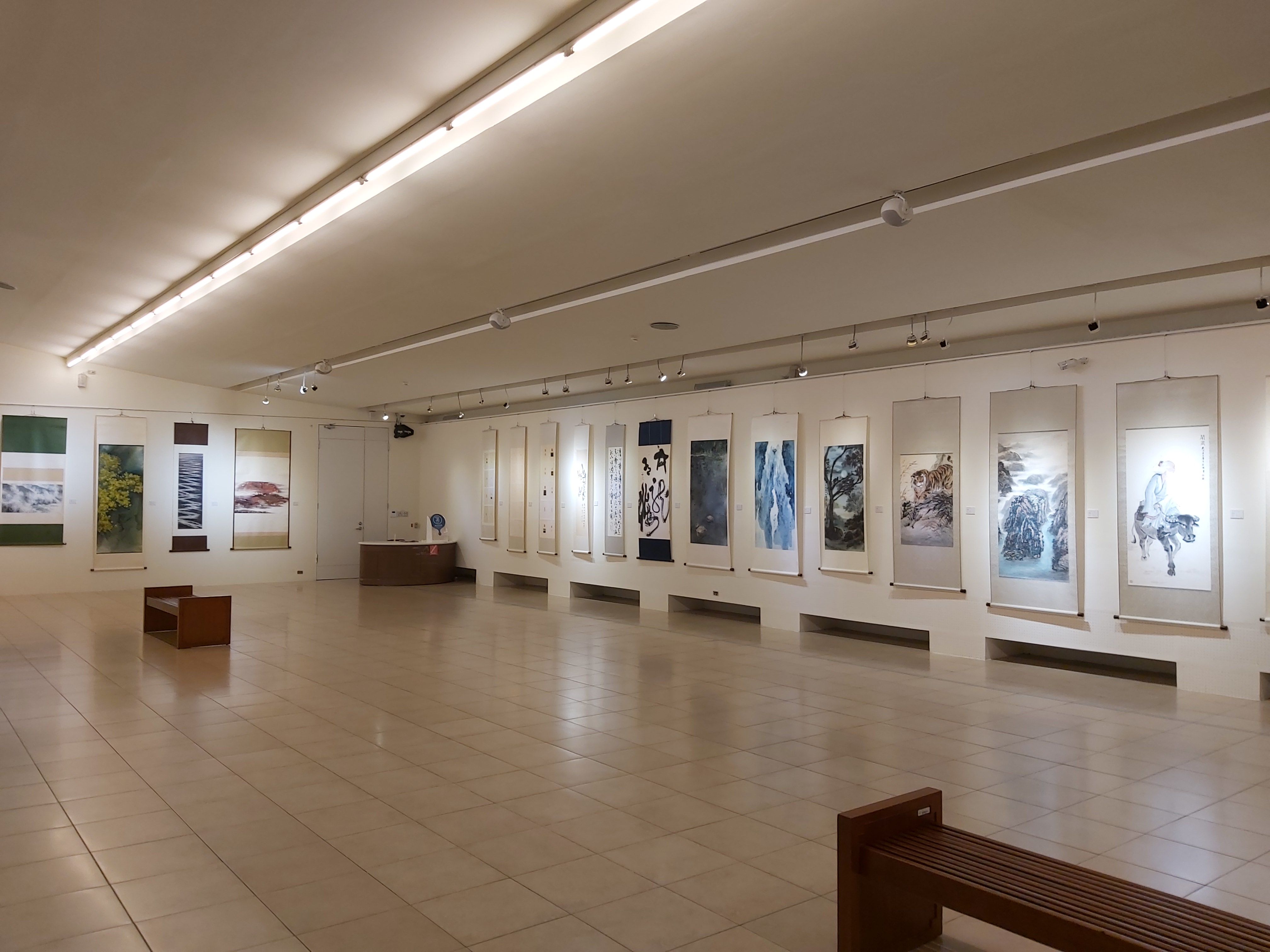
逸仙藝廊
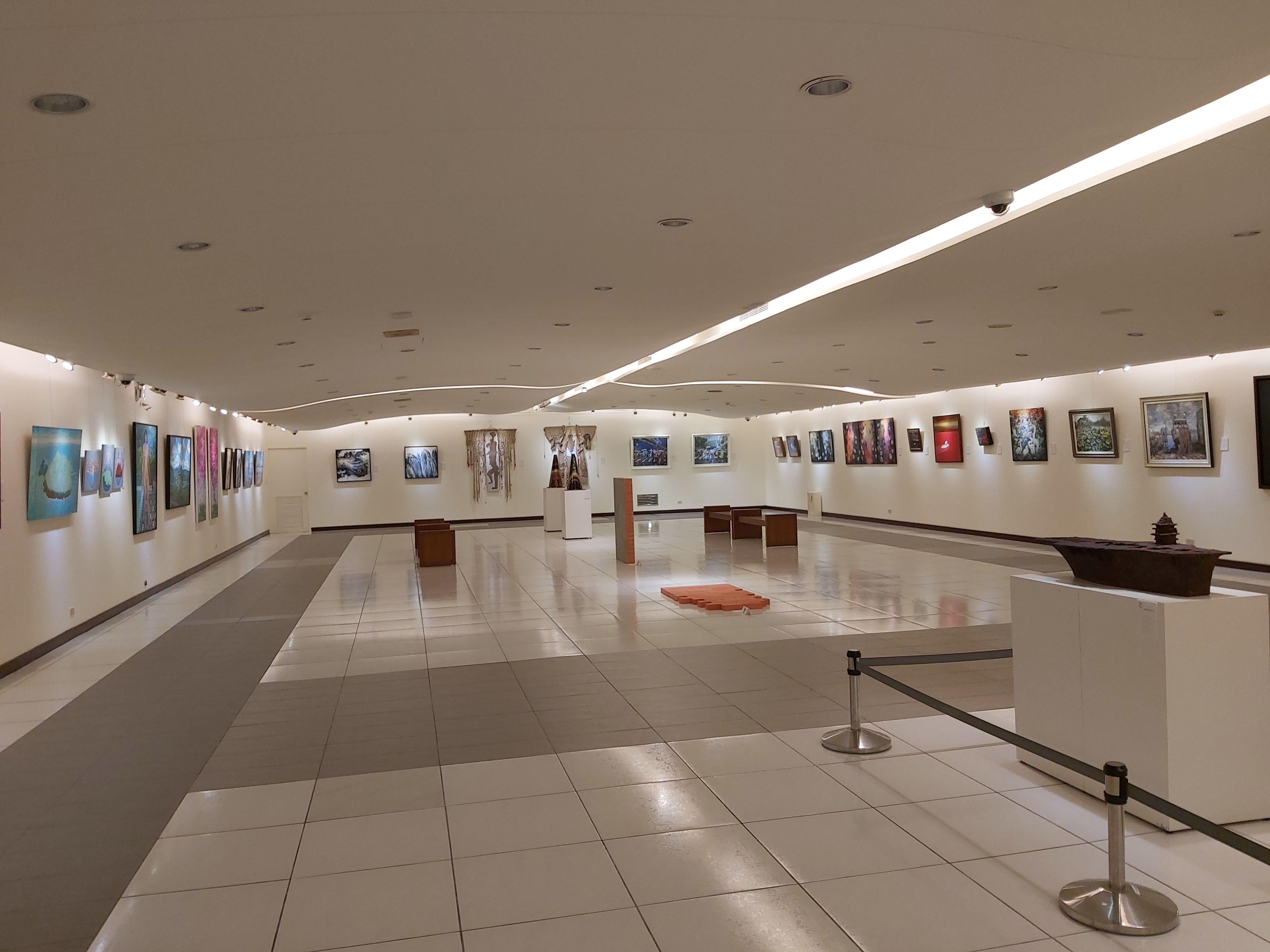
德明藝廊
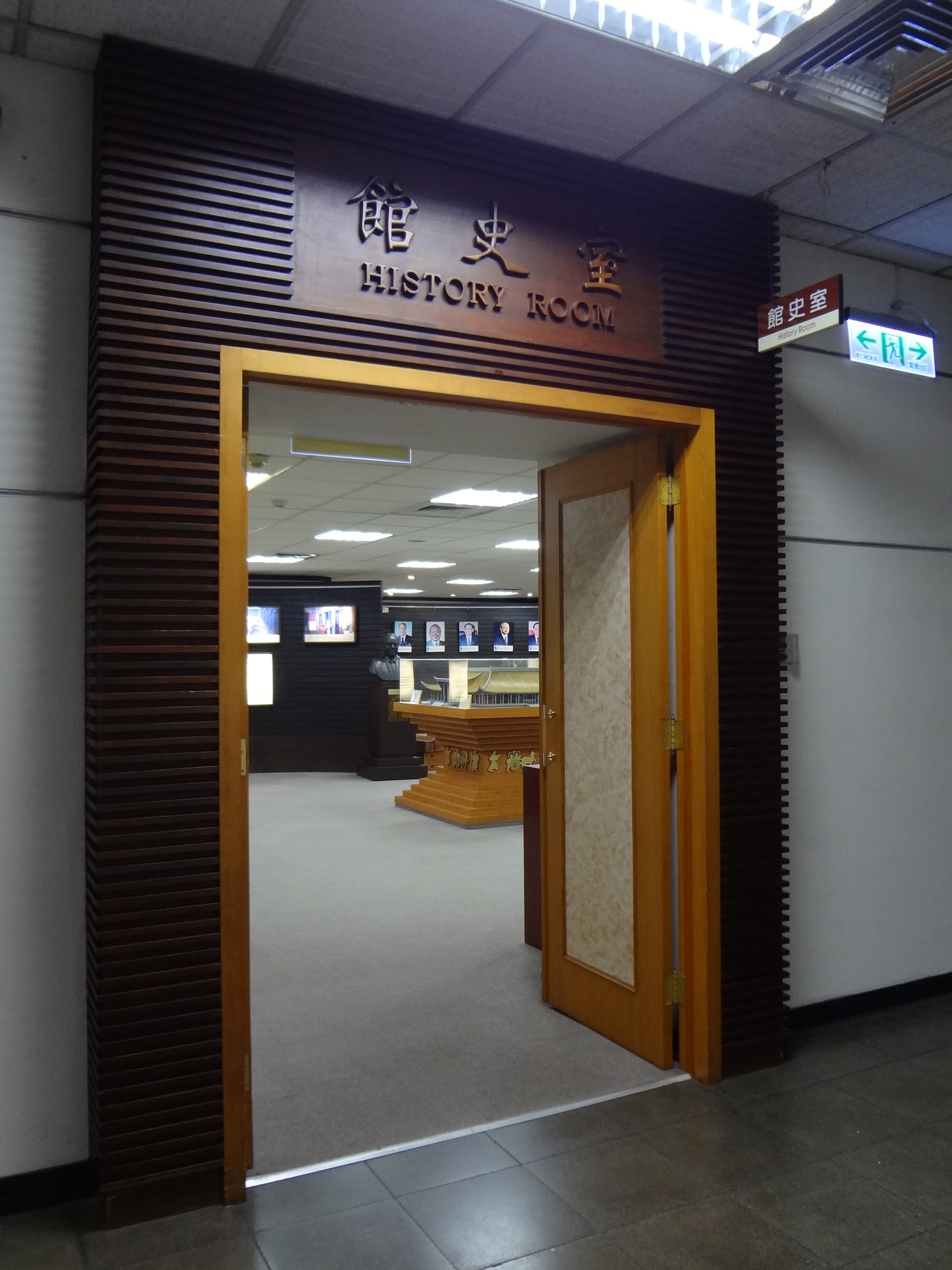
館史室
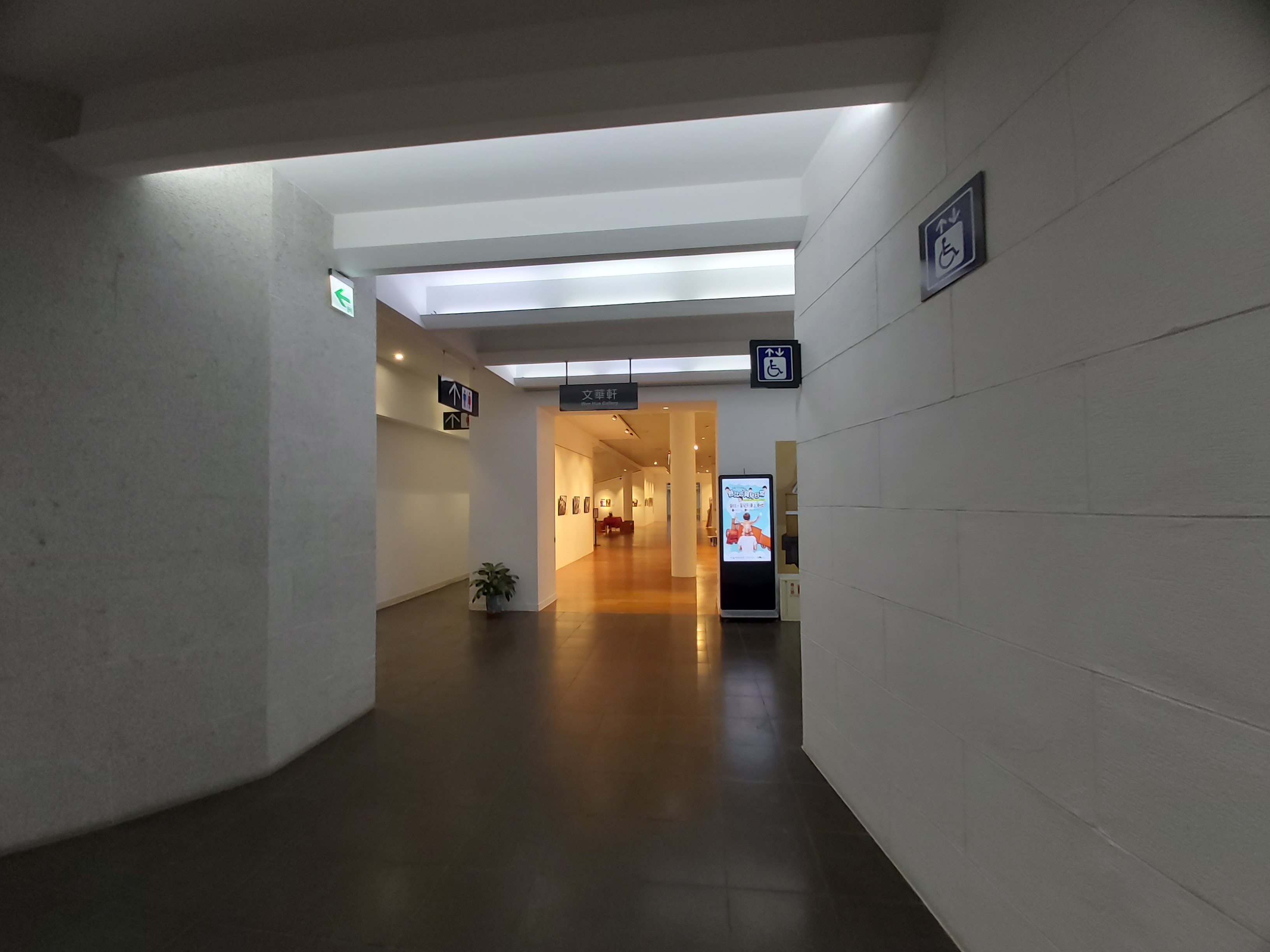
文華軒
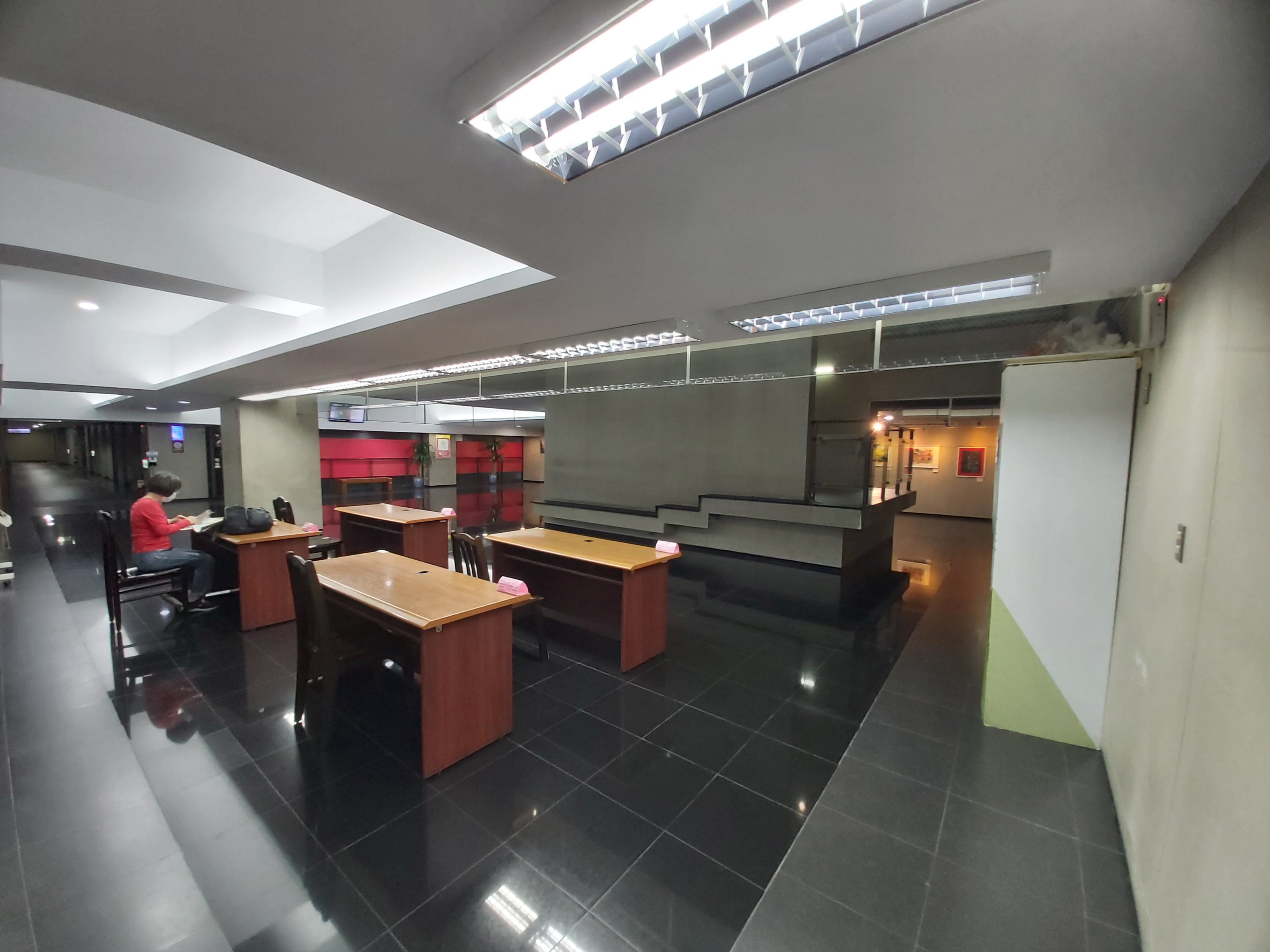
閱報區
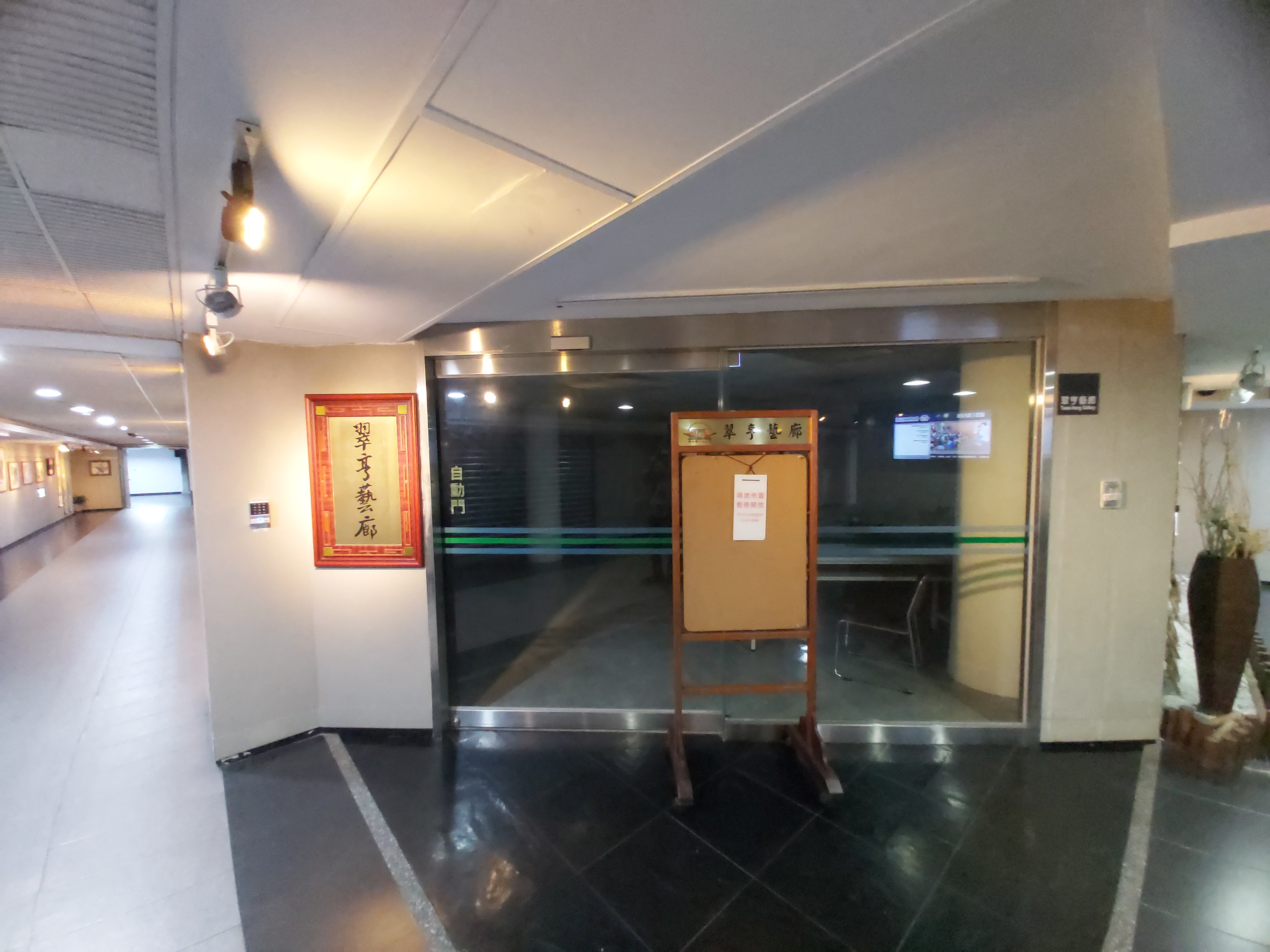
翠亨藝廊
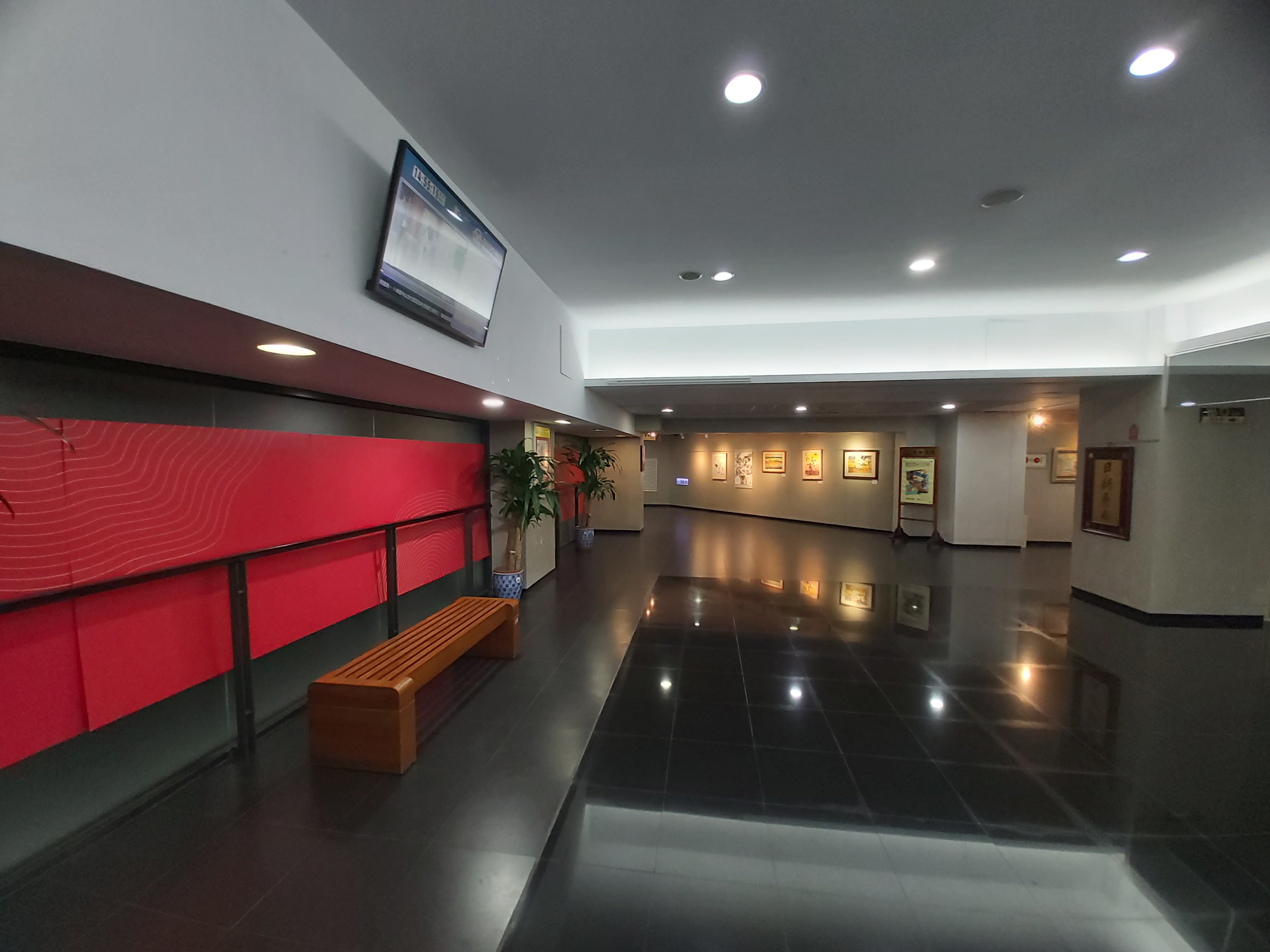
日新藝廊
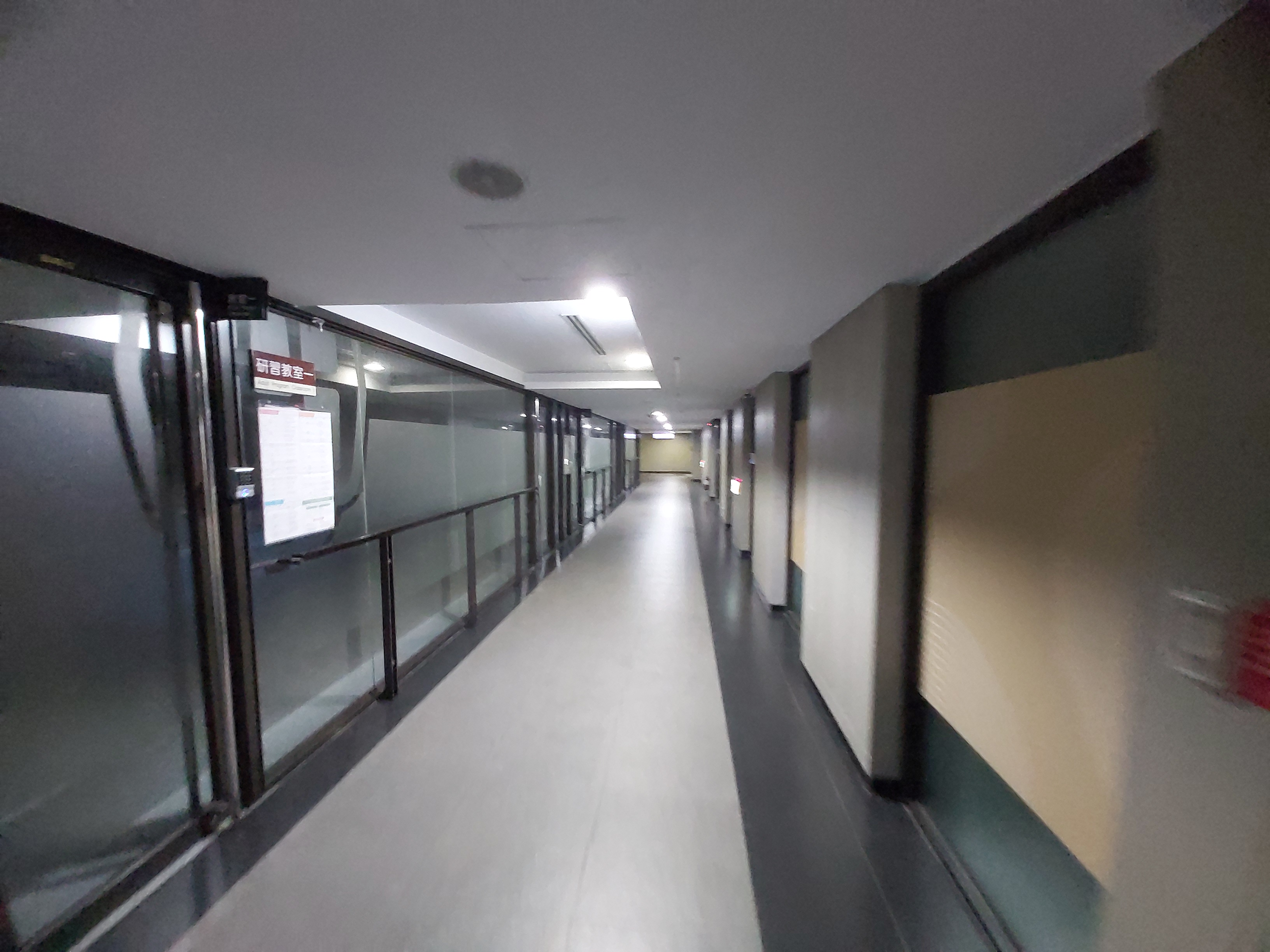
研習教室

#### 原設計建築模型
王大閎原設計的建築模型，在2006年行政院文化建設委員會辦理「久違了，王大閎先生」展覽，依照原始設計圖製作模型，展覽結束後由行政院文化建設委員會文化資產總管理處籌備處保存，2022年移交國立國父紀念館對外展示。

### 大會堂

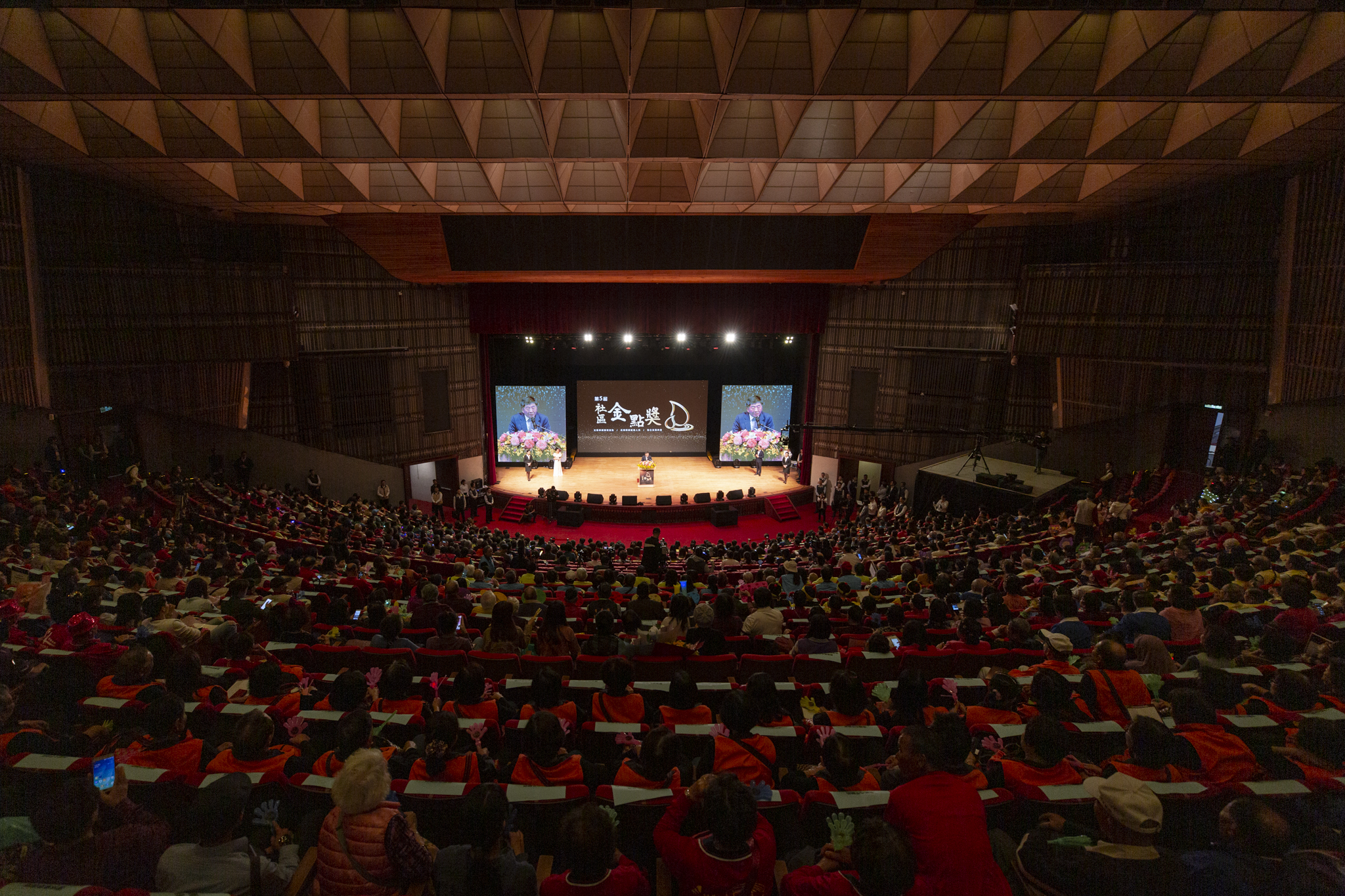
國父紀念館大會堂

國父紀念館內主要廳室為大會堂。大會堂面積2,844平方公尺，座席35排共2,518席。在1970-80年代，是台北最大室內集會場所。
在位於中正紀念堂園區的兩廳院（國家戲劇院與國家音樂廳）完工前，大會堂為國內最大型的室內國家級表演場地。場地座位有35排，2,518席，提供各界人士及演藝團體演出高水準的芭蕾舞、戲劇、音樂等節目；並用於重要慶期及大型頒獎典禮。

### 孫逸仙博士圖書館

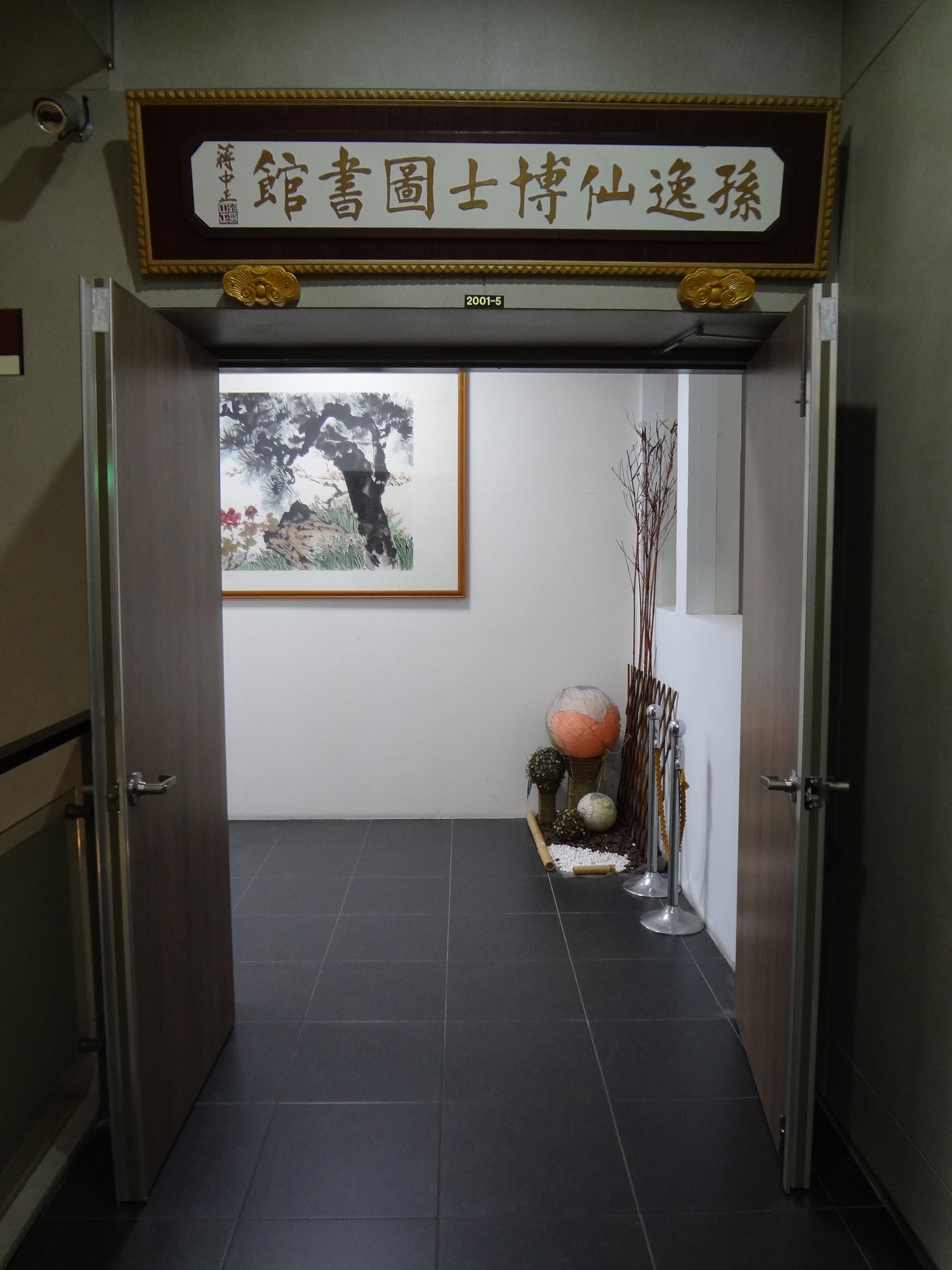
孫逸仙博士圖書館

為強化蒐藏、研究、展示與教育功能，特於館內設置「孫逸仙博士圖書館」，作為有關中山思想與近現代史研究之專業圖書館。
2004年4月完成內部空間改造，並陸續擴充圖書及相關設施，以建構成為孫學研究之專業圖書館為目標。

### 中山公園

從翠湖可看到台北101的倒影，這裡已經是熱門的攝影景點。

中山公園為開放式的庭園，占地逾十一萬平方公尺。園內有翠湖，湖內種植睡蓮，湖畔楊柳青青，並有香山橋蜿蜒其中。綠地植有樟樹、鳳凰木和成排的白千層；每季更換的草花更將中山公園襯托得生氣盎然，使遊客享有稱心如意之遊憩體驗。此外還有健康步道，吸引重視健身養生的民眾。

#### 翠湖
位於中山公園西南側，湖面積約有8000平方公尺，其湖上之設施有香山橋與翠亨亭；翠亨亭由台北市山而獅子會獻建，民國七十年三月十二日落成，連接翠亨亭南北各有一座曲橋相通，兩座曲橋原名山而橋，後為配合紀念國父孫中山先生的出生地，改名為香山橋。

#### 中山碑林
國立國父紀念館及臺灣工商界、文化界人士出於紀念孫文及中華民國開國先烈先賢而建造的，第一期工程完成於1994年11月12日（國父誕辰紀念日），內容包含1座日晷、3座刻有先烈先賢墨寶之花崗石碑、1998年臺北于右任銅像遷入碑林。

#### 植物
以下依照開花時節分：
- 春：萊特氏越橘、厚葉石斑木、流蘇樹、杜鵑花、黃心柿、台灣山櫻、華八仙、燈稱花、紅芽石楠、刺桐、台灣馬醉木、野鴨椿。
- 夏：月橘、野牡丹、桃金孃、海檬果、紅蝴蝶、鳳凰木、台灣金絲桃、仙丹花、荷花、紫薇。
- 秋：台灣欒樹、桂花、白千層、美人樹、扶桑、台灣山芙蓉。
- 冬：梅花、火焰木、珊瑚樹、大頭茶、豔紫荊、山茶花。

#### 廣場噴泉
近年來許多大型公共空間皆設置噴泉或水舞來增加空間的趣味性及流動性，國父紀念館正門之噴水池，於當初規劃設計時就有先見之明，如今成為中山公園重要景觀之一。噴水池由直立式、旋轉式、扇型等噴頭及驅動馬達組成，表現各種式樣之噴水，一次循環約12分鐘，夜間搭配燈光效果，提昇中山公園之人氣。

## 事件

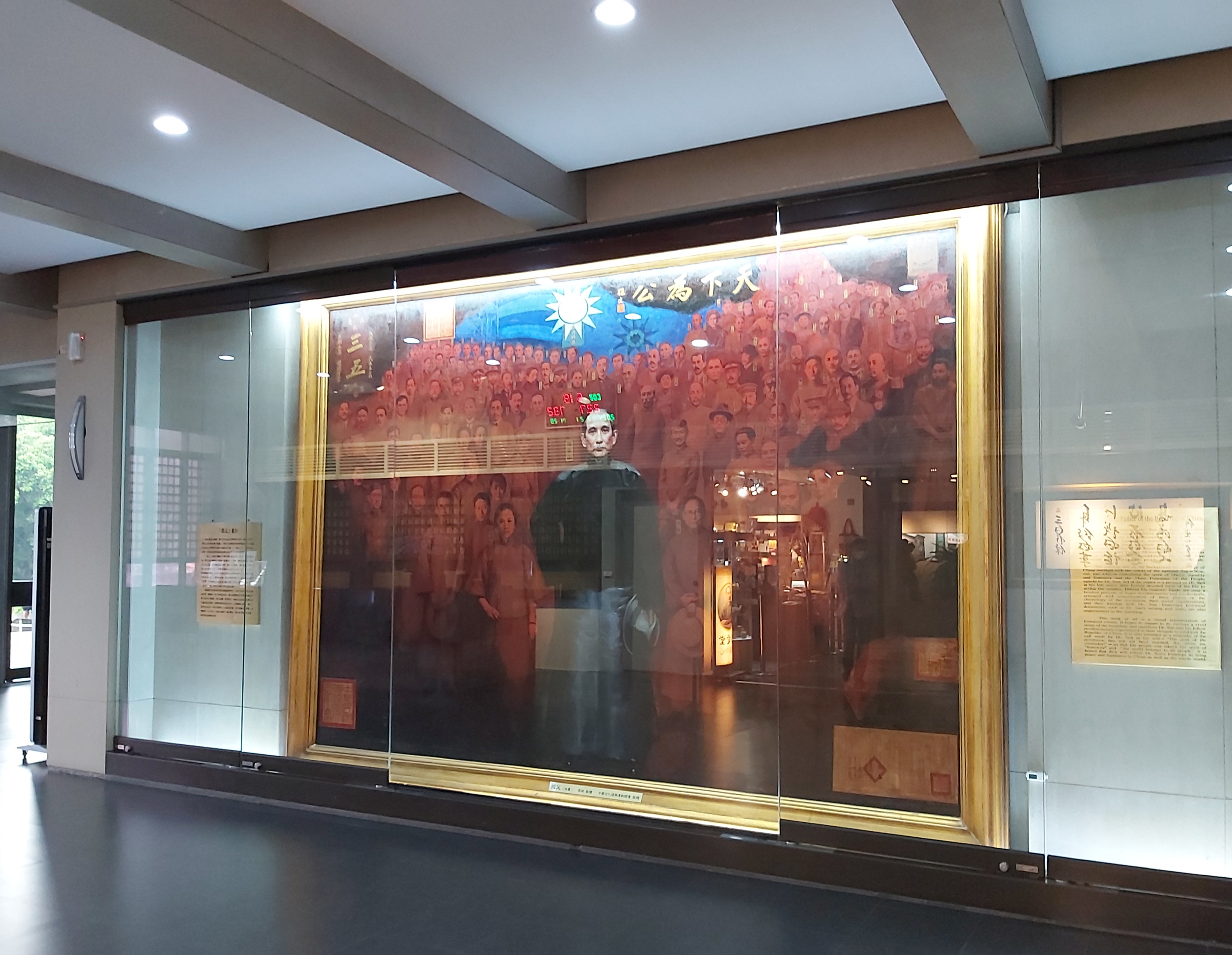
陳展於一樓展廳內的李斌油畫《國父》畫紀，孫科、宋慶齡、宋美齡、蔣中正、陳其美、黃興、徐宗漢、宋教仁、譚人鳳、伍庭芳、戴傳賢等開國先烈先賢126人名列其中。

- 1975年4月9日，蔣中正於逝世後，遺體移靈大會堂供國人瞻仰至4月15日。
- 1978年5月20日，蔣經國在此宣誓就任中華民國總統。
- 1987年8月4日，57位女服務員召開記者會要求廢除懷孕及年滿30歲應自動辭職的規定。[22]
- 1990年5月20日，李登輝在此宣誓就任中華民國總統。
- 1992年9月1日，英國前首相柴契爾夫人訪台，蒞臨國父紀念館大會堂作專題演講。
- 1994年3月11日，蘇聯前總統戈巴契夫訪台專題演講，在大會堂舉行。
- 1998年12月8日，畫家李斌將費時兩年創作的巨型油畫《國父畫紀》作品授贈予館方，該作以晚年孫中山全身畫像為主體，佐以開國先烈先賢百餘人環於其側，現陳列於紀念館西側[23][24]。
- 2023年2月5日，睽違23年回到台北市主辦的「台灣燈會」，主燈區設立於此。

遺失國父墨寶案件
- 1997年11月12日，國父紀念館為舉辦「中山文物真蹟大展」與「海峽兩岸孫中山紀念文物史料陳列展」，向中國國民黨中央委員會黨史委員會（黨史會）借出一百七十多件文物展出。
- 1998年5月31日，國父紀念館展覽結束後，準備將文物交還黨史會；但當時黨史會正在搬家，於是委託該館繼續保管這批文物。8月4日國父紀念館重新清點該批文物時，才發現短缺19件文物，其中13件是國父墨寶、6件是革命先烈陳少白的手稿真跡；清點數日後，仍未尋獲，遂於8月18日晚間向警方報案。

## 外部連結
- 國立國父紀念館（页面存档备份，存于）
- 國立國父紀念館的Facebook專頁
- 國立國父紀念館的Instagram （页面存档备份，存于）
- YouTube上的國父紀念館頻道
- 國父紀念館-臺北旅遊網（页面存档备份，存于）
- 國立國父紀念館-交通部觀光局（页面存档备份，存于）